# Challenge Panamericano de Hockey sobre césped Masculino de 2015
El Challenge Panamericano de Hockey sobre césped Masculino de 2015 se disputó en Chiclayo (Perú), entre el 3 y el 11 de octubre de 2015. El evento fue organizado por la Federación Panamericana de Hockey (FPH) y otorgó dos plazas a la Copa Panamericana de Hockey sobre césped masculina de 2017.

## Participantes
Los siguientes equipos participaron en el torneo:
- Brasil
- Ecuador
- Guyana
- Panamá
- Perú
- Puerto Rico
- Uruguay
- Venezuela

## Grupos
| Grupo A     | Grupo B   |
| ----------- | --------- |
| Brasil (C)  | Perú (S)  |
| Guyana      | Ecuador   |
| Panamá      | Uruguay   |
| Puerto Rico | Venezuela |

## Primera fase
- Todos los partidos en la hora local de Perú (UTC-4).

Los primeros dos de cada grupo clasificaron a las semifinales, mientras que los dos últimos disputaron el quinto lugar del torneo.

### Grupo A
| Equipo      | J | G | E | P | GF | GC | DG  | PTS |
| ----------- | - | - | - | - | -- | -- | --- | --- |
| Brasil      | 3 | 2 | 1 | 0 | 25 | 03 | +22 | 5   |
| Guyana      | 3 | 1 | 2 | 0 | 18 | 04 | +14 | 4   |
| Puerto Rico | 3 | 1 | 1 | 1 | 15 | 07 | +8  | 3   |
| Panamá      | 3 | 0 | 0 | 3 | 00 | 46 | -46 | 0   |

- Resultados

| Fecha  | Hora  | Partido     | Partido | Partido     | Resultado |
| ------ | ----- | ----------- | ------- | ----------- | --------- |
| 03-oct | 10:45 | Brasil      | 01      | Panamá      | 18-0      |
| 03-oct | 11:00 | Puerto Rico | 02      | Guyana      | 2-2       |
| 05-oct | 09:00 | Panamá      | 05      | Guyana      | 0-14      |
| 05-oct | 11:00 | Puerto Rico | 06      | Brasil      | 1-5       |
| 06-oct | 12:00 | Brasil      | 09      | Guyana      | 2-2       |
| 06-oct | 14:00 | Panamá      | 10      | Puerto Rico | 0-12      |

### Grupo B
| Equipo    | J | G | E | P | GF | GC | DG  | PTS |
| --------- | - | - | - | - | -- | -- | --- | --- |
| Venezuela | 3 | 3 | 0 | 0 | 30 | 01 | +29 | 6   |
| Uruguay   | 3 | 1 | 1 | 1 | 25 | 07 | +18 | 3   |
| Perú      | 3 | 1 | 1 | 1 | 15 | 08 | +7  | 3   |
| Ecuador   | 3 | 0 | 0 | 3 | 01 | 53 | -52 | 0   |

- Resultados

| Fecha  | Hora  | Partido   | Partido | Partido   | Resultado |
| ------ | ----- | --------- | ------- | --------- | --------- |
| 04-oct | 09:00 | Uruguay   | 03      | Perú      | 3-3       |
| 04-oct | 11:00 | Venezuela | 04      | Ecuador   | 20-0      |
| 06-oct | 08:00 | Perú      | 07      | Ecuador   | 11-0      |
| 06-oct | 10:00 | Venezuela | 08      | Uruguay   | 3-0       |
| 07-oct | 09:00 | Uruguay   | 11      | Ecuador   | 22-1      |
| 07-oct | 11:00 | Perú      | 12      | Venezuela | 1-5       |

## Clasificación del quinto al octavo lugar
|  | Cruces      | Cruces      | Cruces |      |             | Quinto lugar  | Quinto lugar  | Quinto lugar  |  |
|  |             |             |        |      |             |               |               |               |  |
|  |             |             |        |      |             |               |               |               |  |
|  | Puerto Rico | Puerto Rico | 8      |      |             |               |               |               |  |
|  | Puerto Rico | Puerto Rico | 8      |      |             |               |               |               |  |
|  | Ecuador     | Ecuador     | 1      |      |             |               |               |               |  |
|  | Ecuador     | Ecuador     | 1      |      | Puerto Rico | Puerto Rico   | 1(1)          |               |  |
|  |             |             |        |      | Puerto Rico | Puerto Rico   | 1(1)          |               |  |
|  |             |             | Perú   | Perú | 1(2)        |               |               |               |  |
|  | Perú        | Perú        | Perú   | Perú | 1(2)        | 6             |               |               |  |
|  | Perú        | Perú        |        |      |             | 6             |               |               |  |
|  | Panamá      | Panamá      | 0      |      |             | Séptimo lugar | Séptimo lugar | Séptimo lugar |  |
|  | Panamá      | Panamá      | 0      |      |             | Séptimo lugar | Séptimo lugar | Séptimo lugar |  |
|  |             |             |        |      |             |               |               |               |  |
|  |             |             |        |      |             | Ecuador       | Ecuador       | 1             |  |
|  |             |             |        |      |             | Ecuador       | Ecuador       | 1             |  |
|  |             |             |        |      |             | Panamá        | Panamá        | 2             |  |
|  |             |             |        |      |             | Panamá        | Panamá        | 2             |  |
|  |             |             |        |      |             |               |               |               |  |

### Partidos
| Fecha     | Hora  | Partido     | Partido | Partido | Resultado    |
| --------- | ----- | ----------- | ------- | ------- | ------------ |
| Cruces    |       |             |         |         |              |
| 09-oct    | 8:30  | Puerto Rico | 13      | Ecuador | 8-1          |
| 09-oct    | 15:15 | Perú        | 14      | Panamá  | 6-0          |
| 7mo lugar |       |             |         |         |              |
| 10-oct    | 13:30 | Ecuador     | 17      | Panamá  | 1-2          |
| 5to lugar |       |             |         |         |              |
| 10-oct    | 15:45 | Puerto Rico | 18      | Perú    | 1-1 (1-2 SO) |

## Clasificación del 1.° al 4.º lugar
|  | Semifinales | Semifinales | Semifinales |           |        | Final        | Final        | Final        |  |
|  |             |             |             |           |        |              |              |              |  |
|  |             |             |             |           |        |              |              |              |  |
|  | Brasil      | Brasil      | 4           |           |        |              |              |              |  |
|  | Brasil      | Brasil      | 4           |           |        |              |              |              |  |
|  | Uruguay     | Uruguay     | 0           |           |        |              |              |              |  |
|  | Uruguay     | Uruguay     | 0           |           | Brasil | Brasil       | 1            |              |  |
|  |             |             |             |           | Brasil | Brasil       | 1            |              |  |
|  |             |             | Venezuela   | Venezuela | 0      |              |              |              |  |
|  | Venezuela   | Venezuela   | Venezuela   | Venezuela | 0      | 3(5)         |              |              |  |
|  | Venezuela   | Venezuela   |             |           |        | 3(5)         |              |              |  |
|  | Guyana      | Guyana      | 4(4)        |           |        | Tercer lugar | Tercer lugar | Tercer lugar |  |
|  | Guyana      | Guyana      | 4(4)        |           |        | Tercer lugar | Tercer lugar | Tercer lugar |  |
|  |             |             |             |           |        |              |              |              |  |
|  |             |             |             |           |        | Uruguay      | Uruguay      | 2(3)         |  |
|  |             |             |             |           |        | Uruguay      | Uruguay      | 2(3)         |  |
|  |             |             |             |           |        | Guyana       | Guyana       | 2(2)         |  |
|  |             |             |             |           |        | Guyana       | Guyana       | 2(2)         |  |
|  |             |             |             |           |        |              |              |              |  |

### Partidos
| Fecha        | Hora  | Partido   | Partido | Partido   | Resultado    |
| ------------ | ----- | --------- | ------- | --------- | ------------ |
| Semifinales  |       |           |         |           |              |
| 09-oct       | 10:45 | Brasil    | 15      | Uruguay   | 4-0          |
| 09-oct       | 13:00 | Venezuela | 16      | Guyana    | 3-3 (5-4 SO) |
| Tercer lugar |       |           |         |           |              |
| 11-oct       | 09:00 | Uruguay   | 19      | Guyana    | 2-2 (3-2 SO) |
| Final        |       |           |         |           |              |
| 11-oct       | 15:45 | Brasil    | 20      | Venezuela | 1-0          |

## Estadísticas

### Clasificación general
| Lugar             | Selección   |
| ----------------- | ----------- |
| Medalla de oro    | Brasil      |
| Medalla de plata  | Venezuela   |
| Medalla de bronce | Uruguay     |
| 4                 | Guyana      |
| 5                 | Perú        |
| 6                 | Puerto Rico |
| 7                 | Panamá      |
| 8                 | Ecuador     |